# Hüttenteich Altenau

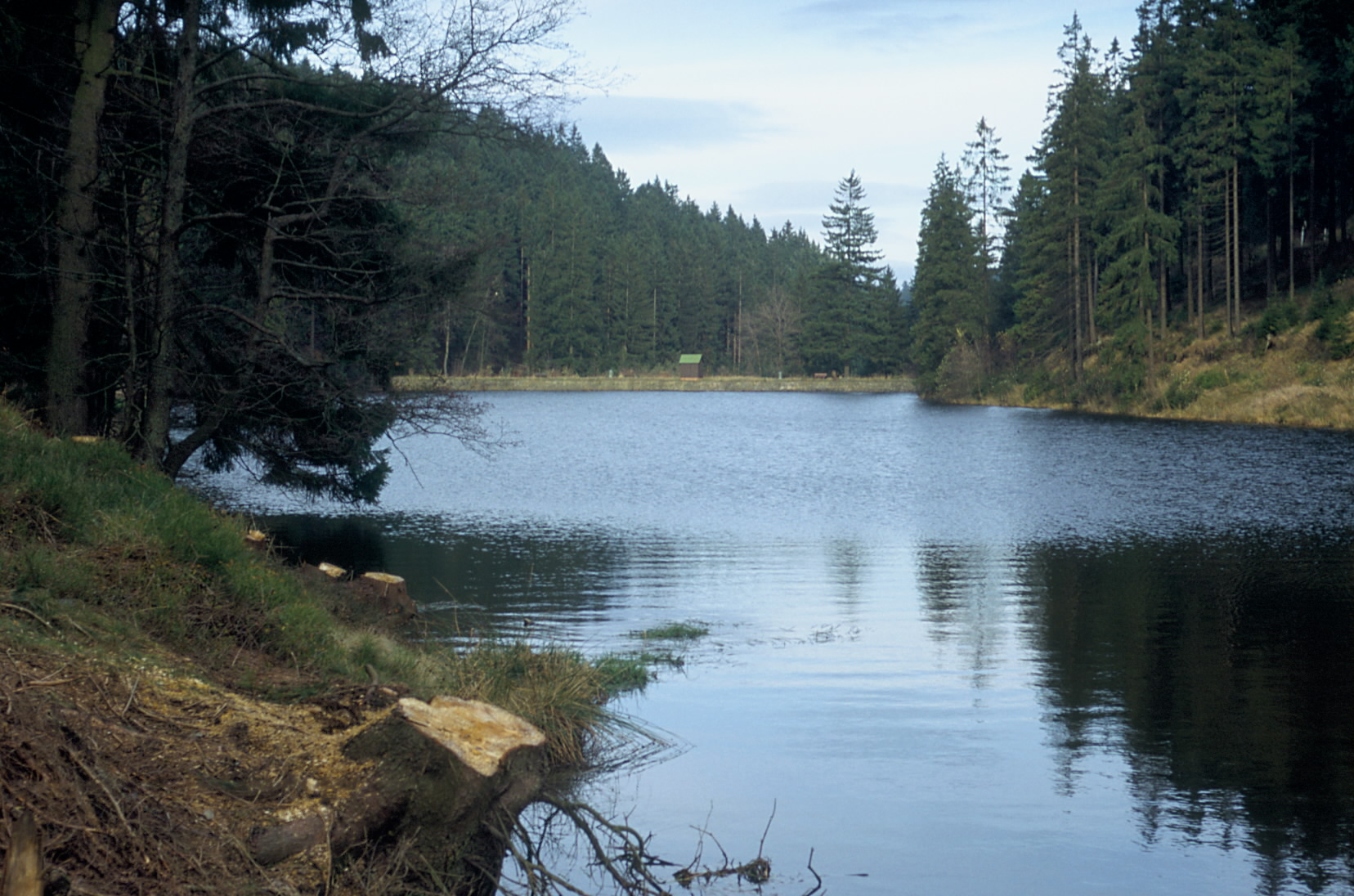
Blick vom südwestlichen Ufer über die Wasserfläche auf den Damm.

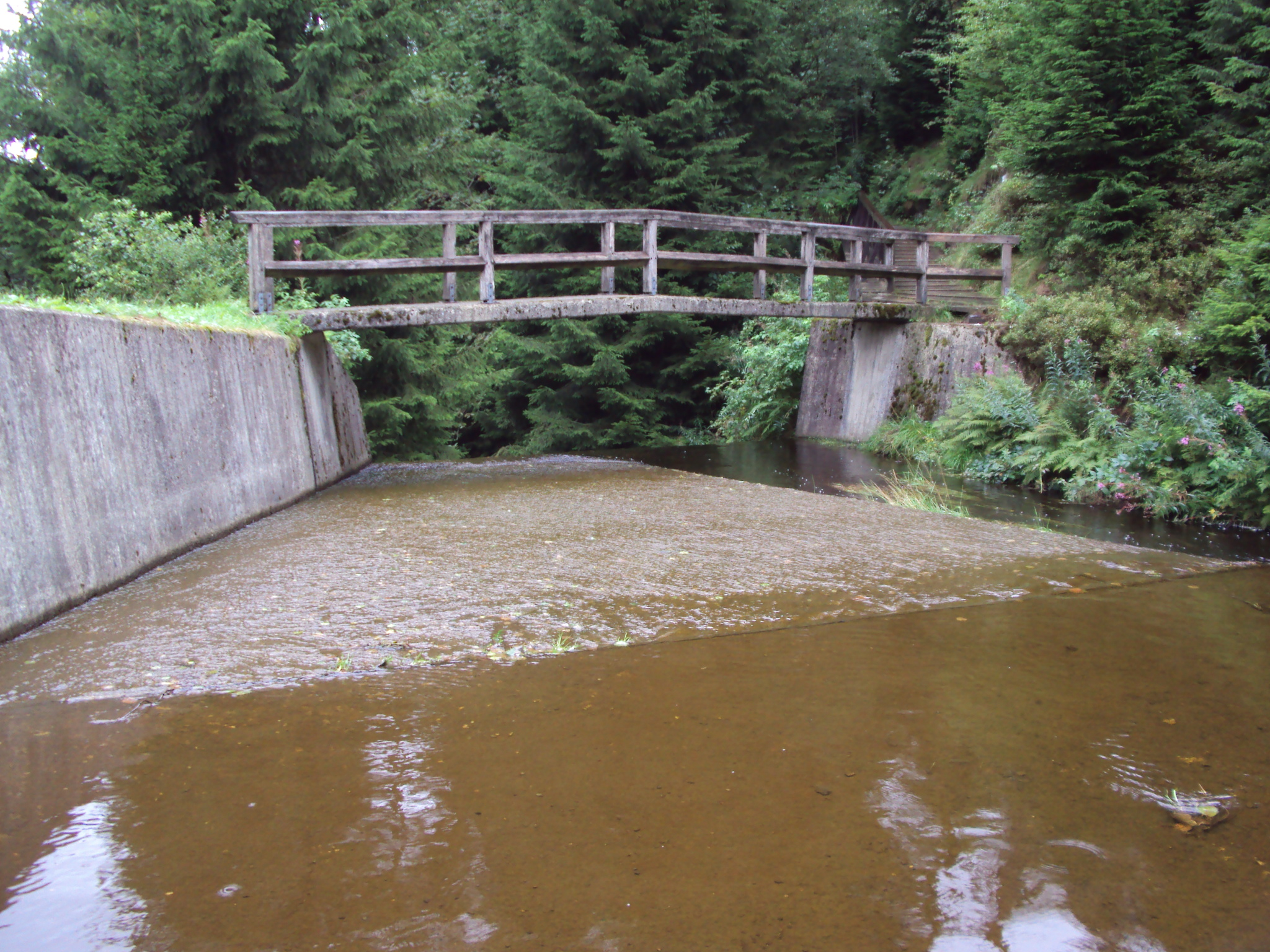
Hochwasserentlastungsanlage des Hüttenteichs Altenau

Der Hüttenteich in Altenau ist ein Stauteich westlich von Altenau im Landkreis Goslar. Er zählt zu den etwa 70 noch bestehenden Oberharzer Teichen und ist als wesentliches Element des Oberharzer Wasserregals seit dem Jahr 2010 Bestandteil des UNESCO-Weltkulturerbes Bergwerk Rammelsberg, Altstadt von Goslar und Oberharzer Wasserwirtschaft.

## Beschreibung
Entstanden 1688, diente das durch den Rotenbeek gespeiste Gewässer der Versorgung der Silberhütte Altenau und der Untermühle in der Rothenberger Straße mit Aufschlagwasser.
Der Stauraum ist etwa 250 Meter lang und 70 Meter breit. Das Fassungsvermögen beträgt etwa 49.000 Kubikmeter. Der Damm, der nach 1714 zur „neuen Bauform“ umgebaut worden sein muss, weist eine Länge von etwa 95 Metern auf. Die Höhe der Dammkrone beträgt etwa 12 Meter.
Rund um den Hüttenteich verlaufen Wanderwege in Richtung Glockenberg, alter Bahnhof und Ortsmitte von Altenau.

## Einzugsgebiet
Bemerkenswert ist sein für Oberharzer Verhältnisse relativ großes Einzugsgebiet von fast fünf Quadratkilometern. Dadurch hat er einen relativ hohen Zulauf, was sich letztlich auch an der recht groß angelegten Ausflut zeigt. Das Einzugsgebiet ist fast ausschließlich bewaldet und wird erheblich vom Dammgraben geprägt, der den Abfluss auf einer Fläche von 1,2 km² kontrolliert und bei Niedrigwasser aus dem Einzugsgebiet herausleitet. Bei höheren Abflüssen sorgt er aufgrund der begrenzten Leistungsfähigkeit des Sperberhaier Dammes für kräftige zusätzliche Zuflüsse.

## Anlagenhistorie (ab 1978)
1977/78 nehmen die damals zuständigen Forstämter Altenau und Clausthal-Schulenberg den Bau eines „Umleitungsgrabens“ in Angriff, welcher Hochwässer am Hüttenteich vorbeileiten soll. Dieser Umleitungsgraben wird nie fertiggestellt; Reste sind am rechten (östlichen) Ufer zu finden. Ein Jahr später läuft der Hüttenteich überraschend leer. Daraufhin wird der Striegelschacht mit Betonringen ausgebaut und in das Einlauf- und Auslaufgerenne ein Kunststoffrohr DN 150 mit luftseitigen Schieber eingefädelt. Aufgrund des neu ermittelten Bemessungshochwassers kommt es 1981 zu einem Neubau bei einer erheblichen Vergrößerung der Hochwasserentlastungsanlage („Ausflut“). Die Dammkrone wird um 0,50 m aufgehöht; das Striegelhaus, welches seit 1979 nur eine Attrappe darstellt, erneuert. 1999 gab es Überlegungen der Licht- und Kraftwerke Harz, den Hüttenteich zur Trinkwassergewinnung für Altenau zu nutzen. Diese Überlegungen mussten aufgrund zu vieler Widerstände aufgegeben werden. Da der Grundablass seit seiner Verrohrung keine ausreichende Leistungsfähigkeit mehr aufweist, um bei mittlerem Zufluss den Teich abzusenken, wurde der Teich im Jahr 2006 komplett abgesenkt und ein weiterer Grundablass DN 300 mittels hydraulischem Rohrvortrieb durch den Damm gebaut.